# Lijst van voorzitters van FC Twente
Sinds de oprichting van FC Twente in 1965 heeft de club acht verschillende voorzitters aan het roer gehad, hieronder staan ze allemaal genoteerd.

## Voorzitters
| Naam              | Begin periode | Einde periode | Bijzonderheden |
| ----------------- | ------------- | ------------- | --- |
| Cor Hilbrink      | 1965          | 1973          | Eerste FC Twente-voorzitter en belangrijk persoon in de voltrekking van de fusie, verzetsman, geëerd met naamsvermelding hoofdtribune                                                           |
| Jan Masman        | 1973          | 1976          | Was na het voorzitterschap 13 jaar actief als burgemeester van Assen |
| Ferdinand Fransen | 1977          | 1984          | Jarenlang directeur van sponsor Arke, ereburger van Enschede |
| Frans Hartman     | 1984          | 1989          | |
| Hans van den Berg | 1989          | 1994          | |
| Cees Anker        | 1994          | 1999          | Van Stadion Het Diekman naar het Arke Stadion |
| Herman Wessels    | 2000          | 2004          | Vormde de club om van stichting naar BV, start voetbalacademie, erelid, Ridder in de Orde van Oranje-Nassau                                                                                     |
| Joop Munsterman   | 2004          | 2015          | Scoren in de wijk, uitvoering van meerjarenplannen: FC Twente in de steigers (herstelplan), FC Twente meer dan een passend (t)huis (uitbreiding) en Working on a dream (aansluiting bij de top) |
| Aldo van der Laan | 2015          | 2015          | Stapte op na het uitlekken van vermeende documenten met betrekking tot de Doyen-deal |
| Jan Schutrups     | 2016          | 2017          | |
| René Takens       | 2017          | 2018          | |